# Валхала (паметник)
Вижте пояснителната страница за други значения на Валхала.
Паметникът Валхала (от скандинавската митология – Валхала, Дворец на падналите воини) се намира в близост до Регенсбург (по-точно Донаущауф, Оберфалц), провинция Бавария в Германия.
От 1842 г. насам в него с мемориални бюстове и паметни плочи се почитат знаменити немци, както и личности, свързани с историята на Германия и на немскоговорещите народи.
Заедно с паметника Нидервалд в близост до Рюдесхайм на Рейн, паметника на битката на народите в Лайпциг, паметника Барбароса, паметника на Арминий в близост до Детмолд (в памет на битката при Тевтобургската гора), както и Колоната на победата в Берлин, Валхала се нарежда в групата на най-монументалните паметници в Германия.
Архитектът Лео фон Кленце успява да построи паметникът, замислен като „храм на славата“, високо над Дунав в близост до Регенбург от 1830 до 1842 г. чрез субсидиране от крал Лудвиг I Баварски. Валхала е издигнат в класически стил и на външен вид прилича на мраморен гръцки храм (като Партенона в Атина). Името му идва от Валахала – митично място, намиращо се в Асгард, където отиват падналите достойно в битка войни в скандинавската митология.

При отварянето са почетени 160 души с 96 бюста и 64 паметни плочи (поради липса на достоверни източници за външния им вид). Днес във Валхала се намират 128 бюста и 65 паметни плочи, които са изваяни в чест на 193 души или групи. Само единадесет от почетените са жени, макар че Лудвиг I споменава, че: 
| „ | Никое съсловие, нито дори женският пол, не са забранени. Равенството царува във Валхала; смъртта отменя всяко земно различие. | “ |

Валхала е собственост на Свободната държава Бавария. Всеки гражданин може да предложи някой значим човек от немскоговорещата езикова група (който е починал преди най-малко 20 години), но след това плаща всички разноски за създаването и поставянето на бюста във Валхала. Решения за новите предложения взима Министерският съвет на Бавария.
Валхала се реставрира за общо 11,35 милиона евро. През 2013 г. работата по паметника трябва да бъде завършена.

## История
Основите на идеята за интериора на Валхала може да се отрият в политическата ситуация в началото на XIX век. След поражението, претърпяно срещу Наполеон Бонапарт, Свещената Римска империя на немския народ се разпада. Множество немски князе си сътрудничат с французите в Рейнския съюз отчасти по принуда, отчасти с надежда за някаква изгода. Получава се така, че херцогството Бавария се разширява и е обявено за кралство от Наполеон, а в четвъртата война на коалицията кронпринцът Лудвиг I се бие на страната на французите срещу прусаците и му се налага да нахлуе в Берлин.
Заради политическото разделение и отслабване на Германия и последвалото силно влияние на Френската империя става така, че победените немци трябва да се бият срещу непобедените си събратя, а след това и да участват в прочутото нашествие на Наполеон в Руската империя, завършило ужасяващо за набралата сила Франция. Това състояние се смята от мнозина за дълбоко поражение на Германия (например от Йохан Филип Палм). В това тежко време започва да се търси обща национална идентичност в миналото, дори чак до времето на германските племена. Резултат на това търсене са много национални паметници, сред които е и паметникът на Арминий в Тевтобургската гора, които са в класически стил, но все пак обхващат чисто национално германски теми.
Лудвиг взема решението, както е споменато и на първия надпис на пода, още през януари 1807 г. да съгради паметник за 50 велики немци веднага щом е възможно. Заедно с швейцарския писател и разказвач Йоханес фон Мюлер (1752 – 1809), който всъщност предлага името Валхала, биват избрани личностите. Те варират от императори от далечни времена през починали като Фридрих Шилер до съвременници като Гьоте и Йозеф Хайдн. Със задачата да изобразят бюстовете на великите немци са натоварени редица скулптори, най-известните от които са Йохан Готфрид Шадов (1764 – 1850), неговият син Рудолф Шадов (1786 – 1822) и Кристиан Фридрих Тик (1776 – 1851).
Въпреки че първите бюстове са готови още през 1807 г., създаването на цялостен план за изграждането на самата сграда се бави десетилетия. Едва след поражението на Наполеон през 1814 г. може да започне състезанието за идеи за сградата. Лудвиг иска да използва стила на английските пейзажни градини и Мюнхенския английски парк като място за строежа, но се оказва, че мястото е прекалено тясно и не дотолкова просторно като класическите сгради, с които Лудвиг се запознава по време на своите пътувания в Италия. Когато Лудвиг получава короната и започва своето управление, вече са готови 60 бюста, но все още не е намерено място за строежа. Заедно с архитекта Лео фон Кленце бива избран хълмът високо над река Дунав в близост до град Регенсбург. Поставянето на основите на „паметника на славата“ се случва на 18 октомври 1830 г. – на 17-ата годишнина от битката на народите при Лайпциг. До 1842 г. Валхала вече се издига по модела на мраморен гръцки храм, подобен на Партенона в Атина. Дължината на постройката е 66,7 метра, ширината – 31,6 м, а височината – 20 м. Общо с основите дължината е 125 м, а височината е 55 м. Отвътре Валхала е висока 48,5 м, широка 14 м и висока 15,5 м.
Дванадесет години по-късно на 29-ата годишнина от битката на народите, Лудвиг обявява за завършен строежът със следните думи, които днес могат да се видят изписани на паметен камък пред Валхала:
| „ | „Нека Валхала бъде взискателна в името на усилването и умножаването на немското величие! Нека всички немци, от който и род да са, винаги да чувстват, че имат една обща родина; родина, с която могат да се гордеят, и нека всеки да допринесе, колкото способностите му позволяват, към тази слава.“ | “ |

До известна степен и заради аферата си с Лола Монтец Лудвиг абдикира по време на Мартенската революция от 1848. Отпразнуването на отварянето на Валхала е съвсем скромно и пестеливо, каквито биват и следващите нови попълнения, изпълнени по семпъл начин. Последният от тях е бюстът на Бетховен през 1866 г. През тази година внукът на Лудвиг – Лудвиг II се възкачва на трона. 80-годишният предишен владетел на Бавария наблюдава безсилно развитието на Братската война, която предвещава края на мощния Германски съюз, разделяйки пътищата на Прусия и Австрийската империя. Още преди това през 1862 г. Лудвиг пише в завещание, че предава Валхала на „Германия, своята голяма родина“, ала все пак допълва, че при разпускане на Германския съюз Бавария трябва да получи притежание над комплекса с резервата, че: „ако по-късно нов съюз обедини Германия, Валхала отново да стане притежание на Германия.“ Това не се случва. Валхала днес е притежание на Свободната държава Бавария.
Лудвиг умира две години по-късно, само няколко години преди основаването на Германската империя. Баварската монархия се намира в криза, защото Лудвиг II и Ото I са сметнати за душевно болни и на тяхно място застава принц-регентът Луитполд. Първото попълнение след смъртта на основателя на паметника се случва чак след 22 години, когато „признателният народ“ почита „Лудвиг, крал на Бавария“ с голяма статуя.
- Валхала около 1840 г.
- Паметникът около 1900 г.
- Паметна плоча с думите на Лудвиг I

## Бюстове
Горен ред
| Nr. | Име – Надпис/Описание – Скулптор, година                                                      |
| --- | --------------------------------------------------------------------------------------------- |
| 001 | Хайнрих I – Хайнрих Птицелов, крал на германците – Шадов, 1809                                |
| 002 | Отон I – Отон Велики, немски император – Шадов, 1809                                          |
| 003 | Конрад II – Конрад Салиеца, немски император – Шадов, 1809                                    |
| 006 | Фридрих I Барбароса – император на Свещената Римска империя на немския народ                  |
| 007 | Хайнрих Лъв – херцог на Саксония и Бавария                                                    |
| 008 | Фридрих II stupor mundi – император на Свещената Римска империя                               |
| 009 | Рудолф II – немски крал                                                                       |
| 015 | Ервин фон Щайнбах – немски строител                                                           |
| 016 | Йоханес Гутенберг – изобретател на книгопечатането                                            |
| 017 | Ян ван Ейк – фламандски художник                                                              |
| 018 | Фридрих I Победителят – курфюрст на Фалц                                                      |
| 024 | Йохан Региомонтан – немски астроном и математик                                               |
| 025 | Никлаус фон Флюе – швейцарски преселник, аскет и мистик                                       |
| 026 | Еберхард I – херцог на Вюртемберг                                                             |
| 027 | Ханс Мемлинг – холандски художник                                                             |
| 028 | Йохан фон Далберг – епископ на Вормс                                                          |
| 029 | Ханс фон Халвил – швейцарски герой                                                            |
| 035 | Бертолд фон Хенеберг – курфюрст и архиепископ на Майнц                                        |
| 036 | Максимилиан I – император на Свещената Римска империя                                         |
| 037 | Йохан фон Ройхлин – немски философ и хуманист                                                 |
| 038 | Франц фон Зикинген – предводител на рейнското и швабското рицарство                           |
| 039 | Илрих фон Хутен – немски рицар и хуманист                                                     |
| 040 | Албрехт Дюрер – немски художник                                                               |
| 041 | Георг фон Фрундсберг – немски войник                                                          |
| 047 | Петер Фишер Старши – немски металолеяр                                                        |
| 048 | Йоханес Авентинус – баварски учен и историк                                                   |
| 049 | Волтер фон Плетенберг – водач на орден в Латвия                                               |
| 050 | Еразъм Ротердамски – хуманист                                                                 |
| 051 | Парацелз – швейцарски лекар и химик от 17 в.                                                  |
| 052 | Николай Коперник – пруски астроном, математик и икономист                                     |
| 058 | Ханс Холбайн Младши – немски художник                                                         |
| 059 | Карл V – крал на Испания и император на Свещената Римска империя                              |
| 060 | Кристоф – херцог на Вюртемберг                                                                |
| 061 | Аегидиус Чуди – швейцарски историк                                                            |
| 067 | Вихелм Орански (1533 – 1584) – водач на холандското въстание срещу испанците – Тик, 1815      |
| 069 | Август Саксонски, курфюрст на Саксония, Ричел, 1840                                           |
| 070 | Юлий Ехтер фон Меспелбрун – фюрстепископ на Вюрцбург                                          |
| 071 | Мориц фон Ораниен – Генерал-капитан на сухопътните и морски сили на Обединена Холандия        |
| 072 | Йохан Кеплер – немски математик и астроном от 17 в.                                           |
| 073 | Албрехт фон Валенщайн – херцог и генерал по време на Тридесетгодишната война                  |
| 079 | Бернхард фон Саксен-Ваймар – водач на войските в Тридесетгодишната война                      |
| 080 | Петер Паул Рубенс – фламандски художник                                                       |
| 081 | Антонис ван Дайк – фламандски художник                                                        |
| 082 | Хуго Гроций – холандски юрист                                                                 |
| 088 | Максимилиан фон унд цу Траутмансдорф – австрийски политик по време на Тридесетгодишната война |
| 089 | Максимилиан I – курфюрст на Бавария                                                           |
| 090 | Амалиа – Графиня на Хесен-Касел                                                               |
| 091 | Маартен Харпертсзон Тропм – холандски адмирал                                                 |
| 092 | Парис фон Лондрон – архиепископ на Залцбург                                                   |
| 093 | Франс Снайдерс – фламандски художник                                                          |
| 099 | Карл X – крал на Швеция                                                                       |
| 100 | Йохан Филип фон Шьонборн – архиепископ и курфюрст на Майнц                                    |
| 101 | Ернст I – херцог на Саксония                                                                  |
| 102 | Михаил Адриансзон Рюйтер – холандски адмирал                                                  |
| 103 | Ото фон Гюрике – немски философ и инженер                                                     |
| 104 | Фридрих Вилхелм фон Бранденбург Великият курфюрст – курфюрст на Бранденбург                   |
| 105 | Карл V – херцог на Лотрингия                                                                  |
| 111 | Уилям III – крал на Англия, Шотландия и Ирландия                                              |
| 112 | Лудвиг Вилхелм фон Баден – императорски пълководец                                            |
| 113 | Готфрид Лайбниц – немски философ и учен                                                       |
| 114 | Херман Бьорхаве – холандски лекар                                                             |
| 115 | Мориц граф фон Заксен – немски пълководец и военен теоретик                                   |
| 116 | Георг Фридрих Хендел – немски компонист от Барока                                             |
| 120 | Николаус Лудвиг фон Цицендорф – теолог                                                        |
| 121 | Буркхард Кристоф фон Мюних – руски генерал-фелдмаршал от немски произход                      |
| 122 | Йохан Йоахим Винкелман – немски археолог и писател                                            |
| 123 | Вилхелм (Шаумбург-Липе) – пълководец в Седемгодишната война                                   |
| 124 | Албрехт фон Халер – швейцарски поет и учен                                                    |
| 125 | Антон Рафаел Менгс – художник                                                                 |
| 126 | Мария Тереза – ерцхерцогиня на Австрия, кралица на Унгария и Бохемия                          |

Долен ред
| Nr.  | |
| ---- | --- |
| 004  | Готхолд Ефраим Лесинг – немски драматург – Тик, 1813                                                                  |
| 005  | Фридрих II – Фредерикус II. Рекс – Шадов, 1807                                                                        |
| 010  | Кристоф Глук – немски композитор от Ранния Класицизъм                                                                 |
| 011  | Ернст Гидеон фрайхер фон Лаудон – фелдмаршал от Литва                                                                 |
| 012  | Карл Вилхелм Фердинанд – пруски фелдмаршал                                                                            |
| 013  | Волфганг Амадеус Моцарт – композитор от Виенската класика                                                             |
| 014  | Юстус Мьозер – немски историк                                                                                         |
| 019  | Готфрид Аугуст Бюргер – немски поет                                                                                   |
| 020  | Екатерина II Велика – руска императрица от немски произход                                                            |
| 021  | Фридрих Готлиб Клопщок – немски писател и поет, представител на Бурните устреми                                       |
| 022  | Вилхелм Хайнзе – немски писател, учен и библиотекар                                                                   |
| 023  | Йохан Готфрид фон Хердер – немски поет и теолог от немския Класицизъм                                                 |
| 030  | Имануел Кант – немски философ                                                                                         |
| 031  | Фридрих Шилер – немски писател и поет                                                                                 |
| 032  | Йозеф Хайдн – австрийски композитор от Виенската класика                                                              |
| 033  | Йоханс фон Мюлер – швейцарски писател                                                                                 |
| 034  | Кристоф Мартин Виланд – немски поет                                                                                   |
| 042  | Герхард фон Шарнхорст – пруски генерал                                                                                |
| 043  | Михаел Андреас Барклей де Толи – руски генерал и министър на войната                                                  |
| 044  | Гебхард Леберехт фон Блюхер – пруски генерал-фелдмаршал                                                               |
| 045  | Карл Филип фюрст цу Шварценберг – австрийски фелдмаршал                                                               |
| 046  | Уилям Хершел – немски астроном, музикант и композитор                                                                 |
| 053  | Ханс Карл фон Дибич-Забалкански – фелдмаршал на руската армия – Раух, 1830                                            |
| 054  | Хайнрих Фридрих Карл – пруски политик – Леб, 1825 (Рим)                                                               |
| 055  | Аугуст граф Найдхарт фон Гнайзенау – пруски генерал-фелдмаршал – Тик, 1842                                            |
| 056  | Йохан Волфганг фон Гьоте – немски поет от Класицизма/Бурните устреми – Тик, 1808 (Рим)                                |
| 057  | Мартин Лутер – баща на протестантската Реформация, превел Библията на немски – Ричел 1831, приемане във Валхала 1847  |
| 062  | Карл Лудвиг Австрийски – пълководец, 1853                                                                             |
| 063  | Йозеф Радецки – австрийски пълководец, 1858                                                                           |
| 064  | Фридрих Вилхелм Йозеф Шелинг – немски философ, 1860                                                                   |
| 065  | Лудвиг ван Бетховен (1770 – 1827) – композитор от Виенската класика – модел: Дитрих 1822, изпълнение: Лосов 1866      |
| 066  | Вилхелм I (1797 – 1888) – Вилхелм Победоносни, немски кайзер и крал на Прусия – Кнол, 22 март 1898                    |
| 068  | Лудвиг I Баварски – Лудвиг I, крал на Бавария. Признателният народ – Фердинанд фон Милер Младши, 25 август 1890       |
| 074  | Ото фон Бисмарк – първи немски райхсканцлер, 1908                                                                     |
| 075  | Хелмут фон Молтке Старши – пруски генерал-фелдмаршал, 1910                                                            |
| 076  | Рихард Вагнер – немски композитор от Късния романтизъм, 1913                                                          |
| 077  | Йохан Себастиан Бах – немски композитор от Барока, 1916                                                               |
| 078  | Юстус фон Либих – немски химик, 1925                                                                                  |
| 083  | Фридрих Лудвиг Яан – баща на немската гимнастика, 1928                                                                |
| 084  | Франц Шуберт – австрийски композитор от Романтизма, 1928                                                              |
| 085  | Йохан Йозеф фон Гьорес – немски политически публицист, 1931                                                           |
| 086  | Антон Брукнер – австрийски композитор от Късния романтизъм, 1937                                                      |
| 087  | Макс Реген – немски композитор от Късния романтизъм, 1948                                                             |
| 094  | Адалберт Щифтер – австрийски писател, 1954                                                                            |
| 095  | Йозеф фон Айхендорф – немски поет от Романтизма, 1957                                                                 |
| 096  | Вилхелм Рьонтген – немски физик, 1959                                                                                 |
| 097  | Макс фон Петенкофер – немски химик, 1962                                                                              |
| 098  | Якоб Фугер – търговец от Аугсбург от 15/16 в., 1967                                                                   |
| 106  | Джеан Паул – немски писател, 1973                                                                                     |
| 107  | Рихард Щраус – немски композитор от Късния романтизъм, 1973                                                           |
| 108  | Карл Мария фон Вебер – немски композитор от Романтизма, 1978                                                          |
| 109  | Грегор Мендел – австрийски монах и естественик, 1983                                                                  |
| 110  | Алберт Айнщайн – физик, 1990                                                                                          |
| 117  | Каролина Герхардингер – немска монахиня – Вилхелм Улрих, 3. 9. 1998                                                   |
| 118  | Конрад Аденауер – първият федерален канцлер на ФРГ – Герд Вайланд, 15. 9. 1999                                        |
| 119  | Йоханес Брамс – немски композитор от Романтизма – Милан Кноблох, 14. 9. 2000                                          |
| 128? | Карл Фридрих Гаус – немски математик, астроном и физик – Георг Арфман, 12 септември 2007                              |
| 129? | Едит Щайн – немски философ и светица – Йохан Брунер 25 юни 2009                                                       |
| 127  | Зофи Шол – немкиня, борила се срещу Нацисткия режим – Волфганг Екерт, 22 февруари 2003 (по случай 60 г. от смъртта ѝ) |

За 2009 година е взето решение за нов бюст, но все още не е изпълнено:
- Хайнрих Хайне – немски поет, есен 2009

- Изглед от вътрешността на храма
- Петата група бюстове (от 90 до 110 номер) заедно с една богиня
- Бюстове от 6 до 14
- Бюстове от 124 до 127
- Лудвиг ван Бетховен (номер 65)
- Николай Коперник (номер 52)

## Паметни плочи
64-те паметни плочи се отнасят за всеки човек или случка, за които е невъзможно да се изработи бюст поради липса на източници за външния вид. Плочите са поставени още през 1842 г. в два реда едни над други.
Те са подредени в хронологичен ред според датата на смъртта. Горният ред започва над входната врата с Арминий (Херман), а долният ред – с Айнхард и завършва с Рабаний Маурий.
Добавената през 2003 г. под бюста на Софи Шол паметна плоча за нейната съпротива срещу Третия Райх („В памет на всички, които смело се бориха срещу неправдата, насилието и терора на Третия Райх“) не е част от тези две редици.
| Nr. | Личност                   | Надпис с годината на смъртта                                          |
| --- | ------------------------- | --------------------------------------------------------------------- |
| 1   | Арминий                   | Херман, победителят на римляните, † XXI                               |
| 2   | Марбод                    | Марбод, владетел на маркоманите, † около XL                           |
| 3   | Веледа                    | Веледа, прорицателка, † след LXV                                      |
| 4   | Гай Юлий Цивилис          | Кл. Цивилис, водач на батавите, † преди C                             |
| 5   | Ерманарих                 | Херманрих, крал на източните готи, † CCCLXXV                          |
| 6   | Вулфила                   | Улфила, епископ, преводач на Библията на готски език, † преди CCCLXXX |
| 7   | Фритигерн                 | Фридигер, водач на западните готи, † след CCCLXXXX                    |
| 8   | Аларих I                  | Аларих, крал на западните готи, † CCCCX                               |
| 9   | Атаулф                    | Атаулф, крал на западните готи, † CCCCXV                              |
| 10  | Теодерих I                | Теодорих, крал на западните готи, † CCCCLI                            |
| 11  | Хорса                     | Хорса, завоевател на Британия, † CCCCLI                               |
| 12  | Гейзерик                  | Гензерих, крал на вандалите, † около CCCCXXVII                        |
| 13  | Хенгест                   | Хенгист, завоевател на Британия, † CCCCLXXX                           |
| 14  | Одоакър                   | Одоакър, † CCCCLXXXXVII                                               |
| 15  | Хлодвиг I                 | Хлодвиг, † DXI                                                        |
| 16  | Теодорих Велики           | Теодорих Велики, крал на западните готи, † DXXVI                      |
| 17  | Тотила                    | Тотила, крал на източните готи, † DLII                                |
| 18  | Албоин                    | Албоин, крал на лангобардите, † DLXXIII                               |
| 19  | Теодолинда                | Тойделинде, кралица на лангобардите, † около DCXXVI                   |
| 20  | Емерам фон Регенсбург     | Свети Емеран, епископ, † DCLXXX                                       |
| 21  | Пипин Ерсталски           | Пипин Херсталски, майордом, † DCCXVI                                  |
| 22  | Беда Достопочтени         | Беда, абат и писател, † DCCXXXV                                       |
| 23  | Вилиброрд                 | Свети Вилиброд, епископ на Утрехт, † DCCXXXIX                         |
| 24  | Карл Мартел               | Карл Чукът, херцог, княз на франките, † DCCXLI                        |
| 25  | Бонифаций                 | Свети Бонифации, архиепископ на Майнц, † DCCLV                        |
| 26  | Пипин III                 | Пипин Къси, крал на Франкската империя, † DCCLXVIII                   |
| 27  | Видукинд                  | Витекинд, пълководец на саксонците, † около DCCC                      |
| 28  | Павел Дякон               | Паул Варнерфрид, писател, † след DCCC                                 |
| 29  | Алкуин                    | Алкуин, абат и учен, † DCCCIV                                         |
| 30  | Егбърт Уесекски           | Егбърт, първи крал на Англия, † около DCCCX                           |
| 31  | Карл Велики               | Карл Велики, римски император, † DCCCXIV                              |
| 32  | Айнхард                   | Егинхард, писател, † около DCCCXXXIX                                  |
| 33  | Рабаний Маурий            | Рабаний Маурий, епископ и учен, † DCCCLVI                             |
| 34  | Арнулф Кернтенски         | Арнулф, римски император, † DCCCC                                     |
| 35  | Алфред Велики             | Алфред Велики, крал на Англия, † DCCCC                                |
| 36  | Ото I Саксонски           | Ото Светейши, херцог на Саксония, † преди DCCCCXIX                    |
| 37  | Арнулф I Баварски         | Арнулф I, херцог на Бавария, † DCCCCXXXVII                            |
| 38  | Света Матилда             | Света Матилда, кралица на Германия, † DCCCCLXVIII                     |
| 39  | Хротсвит                  | Розвита, поетеса, † преди M                                           |
| 40  | Бернвард фон Хилдесхайм   | Свети Бернвард, епископ и художник, † MXXVIII                         |
| 41  | Хериберт фон Кьолн        | Свети Хериберт, архиепископ на Кьолн, † MXXVIII                       |
| 42  | Хайнрих III               | Хайнрих Трети, римски император, † MLVI                               |
| 43  | Ламперт фон Херсфелд      | Ламбрехт от Ашафенбург, писател, † MLXXVII                            |
| 44  | Ото фон Бамберг           | Свети Ото, епископ на Бамберт, † MCXXXIX                              |
| 45  | Ото фон Фрайзинг          | Ото, епископ на Фрайзинген, писател, † MCLVIII                        |
| 46  | Хилдегард от Бинген       | Свети Хилдегард, † MCLXXIX                                            |
| 47  | Ото I Баварски            | Ото от Вителсбах, † MCLXXXIII                                         |
| 48  | Енгелберт I фон Кьолн     | Свети Енгелберт от Кьолн, архиепископ на Кьолн, † MCCXXVI             |
| 49  | Песен за Нибелунгите      | Поета на Песента на Нибелунгите                                       |
| 50  | Валтер фон дер Фогелвайде | Валтер фон дер Фогелвайде, лирик, † MCCXXX                            |
| 51  | Елизабет от Тюрингия      | Света Елизабет, графиня на Тюринген, † MCCXXXI                        |
| 52  | Леополд VI                | Леополд Славни, херцог на Австрия, † MCCXXXIV                         |
| 53  | Херман фон Залца          | Херман фон Залца, велик майстор на Тевтонския орден, † MCCXL          |
| 54  | Волфрам фон Ешенбах       | Волфрам фон Ешенбах, минезингер, † MCCLI                              |
| 55  | Герхард                   | строителят на Кьолнерската катедрала                                  |
| 56  | Арнолд цум Турм           | Арнолд фон Турн, основател на съюза на градовете на Рейн, † MCCLXIV   |
| 57  | Албертус Магнус           | Албертус Магнус, епископ и учен, † MCCLXXX                            |
| 58  | Клетва Рютли              | тримата мъже от Рютли, след † MCCCVI                                  |
| 59  | Фридрих Красиви           | Фридрих Красиви, втори император, † MCCCXXX                           |
| 60  | Бруно фон Варендорп       | Бруно фон Варендорп, предводител на Ханза, † MCCCLXIX                 |
| 61  | Арнолд Винкелрид          | Арнолд фон Винкелрид, рицар и земеделец, † MCCCLXXXVI                 |
| 62  | Вилхелм фон Кьолн         | майстор Вилхелм, художник в Кьолн, † MCCCLXXXVIII                     |
| 63  | Адриан I фон Бубенберг    | Хадриан фон Бубинберг, пълководец, † MCCCCLXXIX                       |
| 64  | Петер Хенлайн             | П. Хенлайн, откривател на джобния часовник, † MDXLII                  |

## Особености
От платото, където се намира Валхала, пред наблюдателя се открива прелестна гледка на обширните земи от запад през долината на Дунав при Регенсбург до няколко километра преди близкия град Щраубинг на изток.
При светли и безоблачни дни могат да се видят планините на Баварската гора, а понякога, макар и рядко, се забелязват далечните върхове на Берхтесгаденерските Алпи на югоизток.
Плакат съобщава на посетителите, поради често задаваните въпроси, че императрица Мария Тереза не трябва да се бърка с майка Тереза. За други личности като например царица Катерина се съобщава, че при избора на бюстовете във Валхала се взима предвид единствено немския произход, а не мястото, където е живяла и работила дадена личност.
Работата по ремонта на паметника, както и на стълбите пред него тече вече от няколко години. Дадено е предложението да се разредят многото израснали наоколо дървета, за да може гледката да бъде по-обширна.
Първоначално при поставянето на основите на Валхала се е смятало да се изгради „Зала за изчакване“. Там щели да се намират бюстове на все още живи личности. След смъртта на дадена личност бюстът щял да бъде пренесен в „небесата“, тоест главната сграда на Валхала, от празнична процесия. Тази идея никога не бива реализирана заради политически междуособици и на Кленце му се налага да промени плановете, преобразувайки основите на споменатата зала в стълбищен вход към главната постройка. Така поне се запазва носещият голямо символно значение път от земята до „небето“. И до днес стълбищният вход се вижда добре – това представлява голямата врата в центъра на стълбите.